# Tęgosz
Tęgosz (Phormium J.R. Forst. & G. Forst.) – rodzaj roślin z rodziny złotogłowowatych (Asphodelaceae), obejmujący dwa gatunki występujące naturalnie na Nowej Zelandii, Wyspach Antypodów, Wyspie Norfolk i Wyspie Chatham. Tęgosz mocny został introdukowany do Ameryki Środkowej i Europy, a tęgosz Cooka do Wielkiej Brytanii.
Oba gatunki są cenione jako rośliny ozdobne, ze względu na efektowne liście, z których włókna były w przeszłości wykorzystywane do wyrobu tkanin. Nadają się do uprawy w pojemnikach (nie są odporne na mróz). W uprawie spotyka się wiele kultywarów gatunków z tego rodzaju, o wielobarwnych liściach

## Systematyka
Rodzaj z podrodziny liliowcowych (Hemerocallidoideae) z rodziny złotogłowowatych (Asphodelaceae). 
Dawniej rodzaj ten zaliczany był do tęgoszowatych (Phormiaceae) (np. w systemie Reveala z lat 90. XX wieku), do liliowcowatych (Hemerocallidaceae) (w systemach APG I i II), do podrodziny liliowcowych (Hemerocallidoideae) z rodziny żółtakowatych (Xanthorrhoeaceae) (aktualizowany system APG III z 2009).
Gatunki
- Phormium tenax J.R. & G. Forst. – tęgosz mocny[8], len nowozelandzki
- Phormium cookianum – tęgosz Cooka[4]